# Devekut
Devekut (hebräisch דְּבֵקוּת Dveqūt) beschreibt, in der jüdischen Religion, die Erfahrung einer unmittelbaren Beziehung zu JHWH. Das Konzept von Devekut ist in der jüdischen Kultur wichtig, insbesondere im Chassidismus und in der Geschichte des jüdischen Denkens, der Mystik (Kabbala) und der Ethik.

## Etymologisches
Die Wurzel des Wortes „Devekut“ kommt von dem Verb und seiner semantischen Bedeutung, zu hebräisch דָּבַק davaq, deutsch ‚haften‘ ‚fest anhaften‘ ‚sich festhalten‘ ‚Adhärenz‘. Die Verwendung des Wortes „Devekut“  ist direkt mit diesem Konzept der intensiven und dauerhaften Bindung verknüpft. Etwa in Gen 2,24 , wo es heißt: „(…) Darum wird ein Mann seinen Vater und seine Mutter verlassen und seiner Frau anhangen (…)“ (anhangen gleich hebräisch יִדְבַּק Jidbaq), was eine intime, dauerhafte Bindung beschreibt. Die Vorstellung der interpersonalen Bindung wird auf das Verhältnis des Gläubigen zu Gott übertragen, wobei die Idee der Verbindung zu Gott über das einfache Verständnis von Nähe hinausgeht und eine tiefe spirituelle Anhaftung betont.

## Verbindung zum Tanach
Der Begriff leitet sich von der Aussage ab, „(…) den Herrn, deinen Gott, zu lieben, auf all seinen Wegen zu wandeln und ihm treu zu bleiben.“ (Deut 11,22 ). Es ist ein jüdisches Konzept, das sich auf die ‚Nähe zu Gott‘ bezieht, es kann sich auf einen ‚tiefen, tranceähnlichen meditativen Zustand‘ beziehen, der sich während des jüdischen Gebets, des Studiums der Tora oder der Befolgung der Halacha einstellt.

## Verbindung zu späteren kabbalistischen Werken (Sohar)
Die Erzählungen des Sohars sprechen von Devekut als einem Zustand, in dem man so sehr mit der Gegenwart Gottes verbunden ist, dass es über den bloßen Glauben hinausgeht, er verwandelt sich in eine innige Beziehung.
Im Sohar erhält der Akt der spirituellen Kontemplation eine erotische Dimension. Im Studium der Mystiker und ihrer Beziehung zwischen dem Mystiker und Gott stellt sich diese, wie die zwischen zwei Liebenden dar. Gott erscheint dabei als der Geliebte oder als Braut (die Schechina), und das Ziel von Gebet, Studium und Meditation wird als mystische Vereinigung mit Gott beschrieben, in der der Mystiker im göttlichen Wesen aufgelöst wird, eben dem Zustand der Devekut. Der Sohar nutzt häufig die Metapher der sexuellen Vereinigung und Geburt, um den schöpferischen Prozess zu veranschaulichen, der sowohl im göttlichen als auch im menschlichen Bereich stattfindet.

## Chassidismus und Zadik
Mit dem Begriff des „Zaddiks“ (zu hebräisch צַדִּיק ṣaddīq, deutsch ‚Rechtschaffener, Gerechter‘), was in seiner Verwendung im Chassidismus Meister, Lehrer und Rabbi bedeuten kann, wird gemäß der jüdischen Tradition und volkstümlichen Überlieferung ein Mensch charakterisiert, der mit Gott eine besondere Verbindung hat und in dessen Auftrag handelt. Der Zaddik kann die Rolle eines Vermittlers zwischen Gott und der religiösen Gemeinde wahrnehmen. Diese Verbindung wird durch eine Andacht oder Devekut vollzogen.
Die chassidische Bewegung, maßgeblich begründet von Rabbi Yisrael Ba'al Shem Tov, die in Osteuropa im 18. Jahrhundert begann, löste ein mystisches Wiederaufleben und die erste Popularisierung der jüdischen Mystik in den breiten jüdischen Gesellschaftsschichten aus. Der Chassidismus adaptiert das historische kabbalistische Denken auf seine eigene charakteristische Weise und kann als eine spätere Phase der jüdischen mystischen Tradition angesehen werden.
Das Konzept des Devekuts nahm im Chassidismus den Charakter einer emotionalen Erfahrung an, die in der Ekstase des Gebets erlangt wurde.